# 黑色島國青年陣線
黑色島國青年陣線（英語：The Black Island Nation Youth Front），常被簡稱為黑島青，臺灣學生運動團體，於2013年9月5日，因反對服貿協議，由臺大、清大、中山、成大、政大、輔大、東吳等校學生跨校成立的社團。為2014年3月18日開始的太陽花學運的發起領導組織之一。
2017年3月17日，組織成員賴郁棻於其個人臉書宣布組織解散，結餘款全數回捐經濟民主連合。

## 歷史
2013年6月21日，陸委會簽署了海峽兩岸服貿協議。為反對此協議的簽署，7月29日，律師賴中強號召台灣民間社團聯合組成反黑箱服貿民主陣線。7月31日，清華大學研究生魏揚發起反服貿抗議活動，至立法院抗議，口號為「佔領立院、奪回未來，青年反服貿行動」。由於立法院拒絕學生參與旁聽服貿公聽會，學生翻過立法院圍牆試圖進入院內，過程中與警方產生推擠衝突，並造成流血事件。8月，在七月底行動的基礎下，魏揚組織與發起「黑色島國青年陣線」，以號召學生加入反服貿運動。魏揚等人，曾參加由公投護台灣聯盟總召蔡丁貴發起的抗議運動，反對服貿協議的簽署。除了組織讀書會，邀請學者來學校演講外，也在多場服貿協議公聽會中發言，反對這項協議。
9月30日，因內政委員會召委張慶忠宣布在三天內排定八場服貿協議公聽會，黑色島國青年陣線與台大勞工社、清大基進筆記、師大人文學社、輔大黑水溝社等十多個社團發起「反對獨裁毀憲、拒絕國會背書、停止趕場公聽、莫做毀憲幫兇」行動，翻過立法院圍牆試圖進入院內，卻因警力阻擋，不得其門而入。最後，黑色島國青年陣線帶領群眾前往凱道，將影印好的《憲法》掛在蛇籠上，象徵政府的毀憲行徑。
10月8日晚間、10月9日凌晨，黑色島國青年陣線原先預計佔領台北府城東門，後因消息走漏，臨時發動「青年佔領凱道行動」，高喊「政府虐民，民不聊生」、「毀憲亂政」，要求馬英九、吳敦義和江宜樺下台，後遭警力驅離丟包。學生重新聚集於凱達格蘭大道對面的張榮發基金會大樓前靜坐，作家馮光遠、導演柯一正也到場聲援。10月9日晚上，舉行青年佔領凱道晚會。10月10日，黑色島國青年陣線發起「十月十日：奪回國家，人民除害」行動，主張「當政策殺人，民不聊生，國不國，家不家，何來國慶？馬英九總統、吳敦義副總統、江宜樺院長，都該為此負起政治責任，面對民怨，立即下台。」，高喊「人民除三害，馬吳江下台！」。由捍衛苗栗青年聯盟支援的宣傳車在上午6點半至7點間，從景福門後方移動前往凱達格蘭大道，遭警方以「要衝撞拒馬」為由包圍，學生以手勾手、非暴力的方式擋在車前，過程中發生激烈拉扯與執法過當之爭議。對於10月8日深夜佔領凱道的行為，警方在蒐證後，依聚眾妨害公務、違反集會遊行法及妨害公眾往來安全罪函送台北地檢署偵辦，2014年7月1日，檢方認為查無具體證據，全案做出不起訴處分。
11月26日，中國海協會會長陳德銘率領十數人的「經貿交流團」抵達台灣，進行8天的考察之旅，參訪包含桃園航空城在內的各地自由經濟示範區，同時陳德銘此行亦會見國民黨多位黨政高層，如台北市長郝龍斌、台中市長胡志強、新北市長朱立倫、桃園縣長吳志揚等。黑色島國青年陣線發起「人民抗議，如影隨形：讓陳德銘『看見』臺灣」行動，並於11月26日中午11點40分，在陳德銘抵達台灣時，前往桃園國際機場接機抗議，表達對陳德銘言行的不滿，同時也堅決反對當前台灣與中國的黑箱、畸形之經貿談判模式。陳德銘下午前往台北港與東立物流參訪，隨後拜會海基會。黑色島國青年陣線、台聯、法輪功、台灣青年反共救國團等公民團體，也聚集海基會大樓門口，當面向陳德銘嗆聲，並與警方發生肢體衝突。11月30日，陳德銘率經貿交流團到台中港參訪，遭法輪功成員抗議。下午，陳德銘轉往竹科，參訪聯電集團的智原科技、聯發科技，在陳德銘進入智原參觀時，黑色島國青年陣線成員突破封鎖線，企圖衝進會場對陳德銘嗆聲，後被警方撲倒架離現場。
2014年3月18日，因國民黨立委張慶忠在委員會中宣布服貿協議逕送院會，引起民間團體不滿，認為審查過於草率，要求逐條審查，至立法院門口抗議。抗議民眾進入立法院，黑色島國青年陣線成員在現場組織學生，宣布佔領立法院，開始太陽花學運。林飛帆與陳為廷成為抗議學生代表。
3月23日，抗議群眾由立法院外圍進入行政院，企圖佔領行政院，黑色島國青年陣線總召魏揚在現場指揮群眾。立法院內，林飛帆與陳為廷要求群眾不要前往參加佔領行政院，留在原地。警方強力驅逐之後，魏揚以現行犯遭逮捕。稍後，陳廷豪也被檢方懷疑是主謀而遭傳喚，以涉嫌妨害公務罪嫌，諭令5萬元交保候傳。
3月30日，林飛帆等人發起大遊行，動員群眾上凱達格蘭大道，進行示威遊行。
5月18日，林飛帆，中央研究院法律學研究所研究員黃國昌，與捍衛苗栗青年聯盟的陳為廷結合其他社團組成新團體「島國前進」，將目標放在修改公投法，並展開「修正公投法」的公投連署行動。
6月，中國國台辦主任張志軍訪問台灣，黑島青年成員在台灣各地展開抗議活動。
2015年3月26日，針對中華人民共和國開放M503航線，可能侵犯台灣領空一事，黑島青年成員與臺左維新等團體至陸委會大廳抗議，遭警方驅離。3月27日，10餘名臺左維新與黑島青成員轉至立法院抗議，台聯黨團佔領立法院主席台，杯葛議事進行。3月31日，參加反亞投行突襲總統府行動。
2015年5月19日，因為對於組織路線、組織想像上的落差，魏揚、蔡昆儒、陳韋辰、簡君儒決議離開。
2017年3月17日，組織成員賴郁棻於其個人臉書宣布組織解散，結餘款全數回捐經濟民主連合。

## 組織成員
著名的有林飛帆、林祖儀、陳廷豪、魏揚、陳韋辰、簡君儒、曾柏瑜、黃郁芬、洪瑞璞、黃燕茹（2016年立委選舉期間任職於民主進步黨青年部選舉專員，選舉落幕後任職民進黨立委陳曼麗的行政助理）、賴郁棻（曾參與時代力量立委候選人邱顯智競選團隊）、賴品妤（曾任新北市第十二選舉區立法委員）等人。

## 友好社團
因為理念相近，黑色島國青年陣線有部分成員任職於某政黨或與一些公民社團有著相互合作關係。
此類型的政黨及社團或合計有：民主進步黨、時代力量、台灣基進、反黑箱服貿行動聯盟、台灣守護民主平台、地球公民基金會、綠色公民行動聯盟、台灣農村陣線、台灣勞工陣線、捍衛苗栗青年聯盟、台灣人權促進會、台灣教授協會、人民民主陣線等等。

## 外部連結
- 黑色島國青年陣線的Facebook專頁